# Inscription rupestre
Une inscription rupestre (coréen : 구호바위, littéralement « rocher en relief ») est un type de monument et une forme distinctive de propagande utilisée en Corée du Nord qui représente un slogan gravé dans une surface rocheuse ou montagneuse.

## Contexte
La Corée du Nord, les slogans deviennent l'une des formes de propagande les plus répandues. Un transfuge nord-coréen ayant quitté le pays à 14 ans, Lee Min-Bok, déclare ainsi à ce sujet : « Nous avons été en permanence enterrés par une avalanche de slogans ». Le faible accès de la population à Internet dans le pays accompagne ainsi l'émergence de ce type de diffusion de la propagande en parallèle de la presse. La confrontation régulière aux slogans dans la vie quotidienne forge une influence considérable dans les mentalités et la culture politique. Début 2015 notamment, pour le 70e anniversaire de la création du Parti du travail de Corée, celui-ci diffuse 310 nouveaux slogans. Le choix de ces messages souligne en outre les priorités du régime selon l'époque,.

## Histoire
L'activité consistant à graver des slogans politiques dans les milieux montagneux remonte à 1972, année du 60e anniversaire de Kim Il-sung, célébré en grande pompe. Il aurait déclaré que « ce serait bien de graver de belles inscriptions sur les rochers pour les générations futures ». Il est à noter que les inscriptions dans les montagnes préexistaient dans la culture coréenne : elles sont le fait de riches voyageurs, mais se limitent en taille et se fondent dans la nature, n'ayant pas un caractère officiel comme celui que développera le régime nord-coréen. En août 1973, c'est son fils, Kim Jong-il, qui supervise les premières inscriptions sur les monts Kumgangsan honorant les « succès immortels » du dirigeant. Des centaines de flancs de montagnes et de rochers se voient ainsi recevoir des inscriptions à la gloire de la dynastie Kim et du régime. Même les montagnes considérées comme les plus pittoresques ne sont pas épargnées par d'énormes lettres écarlates visibles à des kilomètres à la ronde. Bien que leur nombre exact reste incertain, les autorités se targuent d'avoir fait graver une vingtaine de milliers de caractères à travers tout le territoire national.

## Réalisation
Ces inscriptions ne sont pas simplement peintes, mais bien gravées grâce à des tailleurs de pierre triés sur le volet, un métier relevant d'un certain prestige malgré ses dangers évidents. Ils forment un corps professionnel de techniciens pour ce genre d'inscriptions. Quand les préparatifs sont réalisés, un abri temporaire dans un endroit adéquat sous le site est installé : surnommé le « champ de bataille de vocabulaire » (coréen : 어휘새김 전투장), les ouvriers y restent jusqu'à la fin des travaux. L'activité en elle-même devient le ressort de l'Institut de l'histoire du parti, lui-même subordonné au Comité central, qui choisit les emplacements et les slogans. La conception est quant à elle laissée à l'atelier Mansudae. Les inscriptions sont complétées par une date, rétroactive puisque se référant à la première attestation et comme l'imposent les Cinq principes de la sculpture sur roche naturelle (coréen : 자연바위 새기는 5대원칙).

## Inscriptions notables
- Le 8 février 2012, une cérémonie, à laquelle prennent part des cadres, des membres du Parti et des ouvriers, dévoile sur le mont Sokda l'inscription gravée « Inégalable général patriote Kim Jong-il. 16 février 101 Juche (2012) ». Comme l'indique l'agence de presse officielle, elle mesure près de 10 mètres de haut, environ 120 mètres de large et 1,50 mètre de profondeur[6].
- Une inscription sur le mont Paektu avec un slogan de 1992[2].